# Klarinettenquintett (Brahms)
Das Klarinettenquintett in h-Moll op. 115 besteht aus vier Sätzen und wurde im Jahre 1891 von Johannes Brahms komponiert. Obwohl er nach dem 2. Streichquintett op. 111 seine Tätigkeit als Komponist für vollendet betrachtet hatte, schrieb er ein gutes Jahr später das Klarinettentrio op. 114 sowie dieses Klarinettenquintett, was daran lag, dass er kurz zuvor den Klarinettisten der Meininger Hofkapelle, Richard Mühlfeld gehört hatte. Brahms widmete ihm das Trio und das Quintett. Das Quintett ist besetzt für Klarinette und Streichquartett, also zwei Violinen, Bratsche und Violoncello. Eine Aufführung dauert etwa 37 Minuten. Bei der privaten Uraufführung am 24. November 1891 in Meiningen spielte Mühlfeld selbst die Klarinettenstimme, wobei er vom Joachim-Quartett begleitet wurde. Die öffentliche Erstaufführung fand bei gleicher Besetzung am 12. Dezember 1891 im Saal der Berliner Singakademie statt.

## Aufbau

### Erster Satz
Der erste Satz ist ein Allegro und 218 Takte lang. Das gesamte melodische Material des ersten Satzes entstammt dem Eingangsthema, welches von zwei Violinen eingeführt wird. Es wird häufig als „wellenförmig“ beschrieben. Bratsche und Cello spielen das eigentliche Hauptthema erst nach dem ersten Klarinettensolo.
Die dramatischen Steigerungen des ersten Satzes werden von einem martialischen Gegenthema ausgelöst.

### Zweiter Satz
Das 138 Takte lange Adagio erhält seinen eigenartigen Klang durch den Streicher-Klanggrund aus Duolen und Triolen. Über dieser „Klangbasis“ entfaltet sich eine meditative Klarinettenmelodie. Im gesamten zweiten Satz wird vor allem der Klang der Klarinette hervorgehoben.

### Dritter Satz
Der 192 Takte lange dritte Satz besitzt die Vortragsbezeichnung Andantino – Presto non assai, ma con sentimento. Ausgehend von dem einführenden Intermezzo entwickelt sich rasch ein flinker Mittelteil, der auf einer jagenden Motivfigur basiert, welche von den Violinen herangetragen wird.

### Vierter Satz
Er ist 222 Takte lang und mit Con moto überschrieben und lotet als erstes das dunkle und unruhige Thema mit fünf Variationen aus. Anschließend kehrt das Anfangsthema des ersten Satzes wieder.